# Adenanthos velutinus
Adenanthos velutinus är en tvåhjärtbladig växtart som beskrevs av Meissn.. Adenanthos velutinus ingår i släktet Adenanthos och familjen Proteaceae. Inga underarter finns listade i Catalogue of Life.